# Elasmus unguttativentris
Elasmus unguttativentris är en stekelart som beskrevs av Girault 1915. Elasmus unguttativentris ingår i släktet Elasmus och familjen finglanssteklar. Inga underarter finns listade i Catalogue of Life.